# ممقان
ممقان (بالفارسية: ماماقان) هي منطقة سكنية تقع في إيران في Mamqan District. يقدر عدد سكانها بـ 13,365 نسمة.